# معمول
المعمول أو كعك بعجوة أو كعك العيد، هو نوع من الحلويات الشعبية المشهورة في المنطقة العربية، وخاصة في لبنان وسوريا والأردن والسعودية وفلسطين والعراق ومصر. تُحشى عادة بالتمر أو المكسرات كالجوز (عين الجمل) أو الفستق الحلبي أو الحلقوم. ويعد أحد أهم مظاهر الاحتفال والفرح المصاحبة لعيد الفطر المبارك، ويُحضر عادة خلال الأيام الأخيرة من شهر رمضان.في بعض البلدان كالسعودية، يُحضَّر المعمول في عيد الأضحى المبارك.

## التسمية
تضاربت الآراء واختلفت في أسماء المعمول أو كعك العيد، فهو يُعرَف باسم الكعك لدى عامَّة المصريين، ويسمِّيه أهل بلاد الشام والخليجيون المعمول.

## التاريخ
المعمول له تاريخ يمتد إلى عهد الفراعنة، فالنقوشات التي تحملها حبة المعمول في ذلك الوقت ما هي إلا رسمة للشمس، التي عُرفت عند الفراعنة بالإله آتون، أحد آلهة الفراعنة، كما تشير كتب التاريخ. حيث كان الفراعنة يضعون المعمول مع الموتى داخل المقابر، واستمرَّ المصريون في صنعه وتقديمه في الأعياد أو عند زيارة الموتى والقبور إلى أيامنا هذه.
وهناك من يقول إن كلمة «كعك» فارسية، وإن أول من صنعه هم العثمانيون، في حين يقرُّ الجميع أن صناعة الكعك شهدت ازدهارًا في ظلِّ الحُكم الفاطمي، حين خصَّص الفاطميون إدارة حكومية عُرفت باسم «دار الفطرة» كانت تهتم بتجهيز الكعك وتوزيعه. ويضمُّ متحف الفن الإسلامي بعض الآثار لما كان يُكتب على الكعك باستعمال القوالب التي يتشكَّل منها، وكانت أبرزها عبارات مثل: «كل هنيئا»، و«كل واشكر»، و«بالشكر تدوم النعم».

### العصر لحالي
في عصرنا الحالي تطوَّر المعمول وتنوعت أشكاله ليشمل أنواعًا وأشكالًا جديدة، فهناك معمول التمر التقليدي، وهو الأكثر شيوعًا ورواجًا، إضافة إلى معمول المكسَّرات والسميد والجوز والفستق، وكذلك معمول التفاح، وهو آخرُ مُستجَدَّات سوق المعمول. وفي حين كان المعمول يُصنع في المنزل، حيث كانت تجتمع النساء لصنعه، اعتمد كثير من الأسر على شرائه من السوق؛ لتطوُّر المجتمع، وانحصار نطاق المعارف، وضيق الوقت.

## معرض الصور

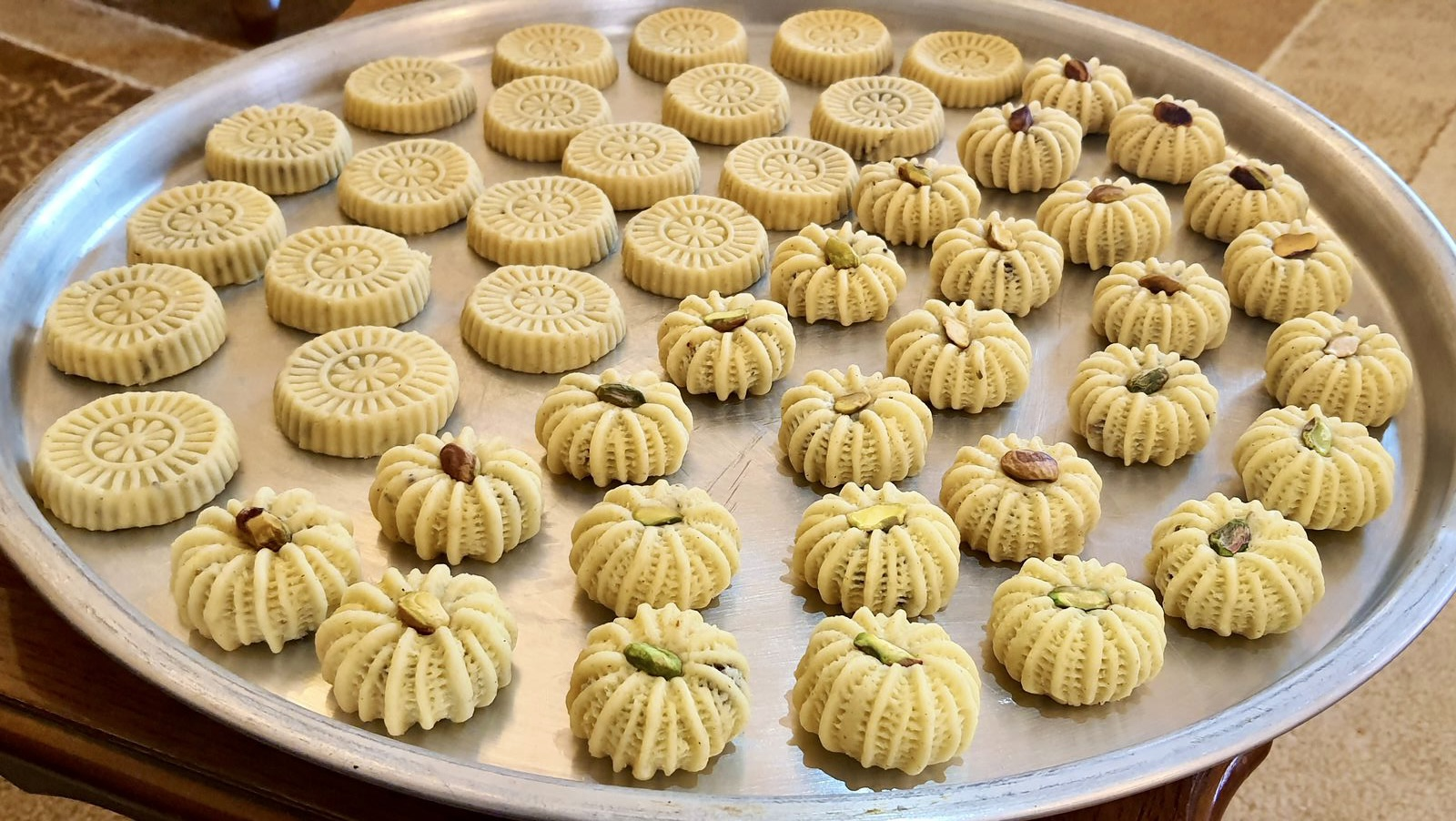
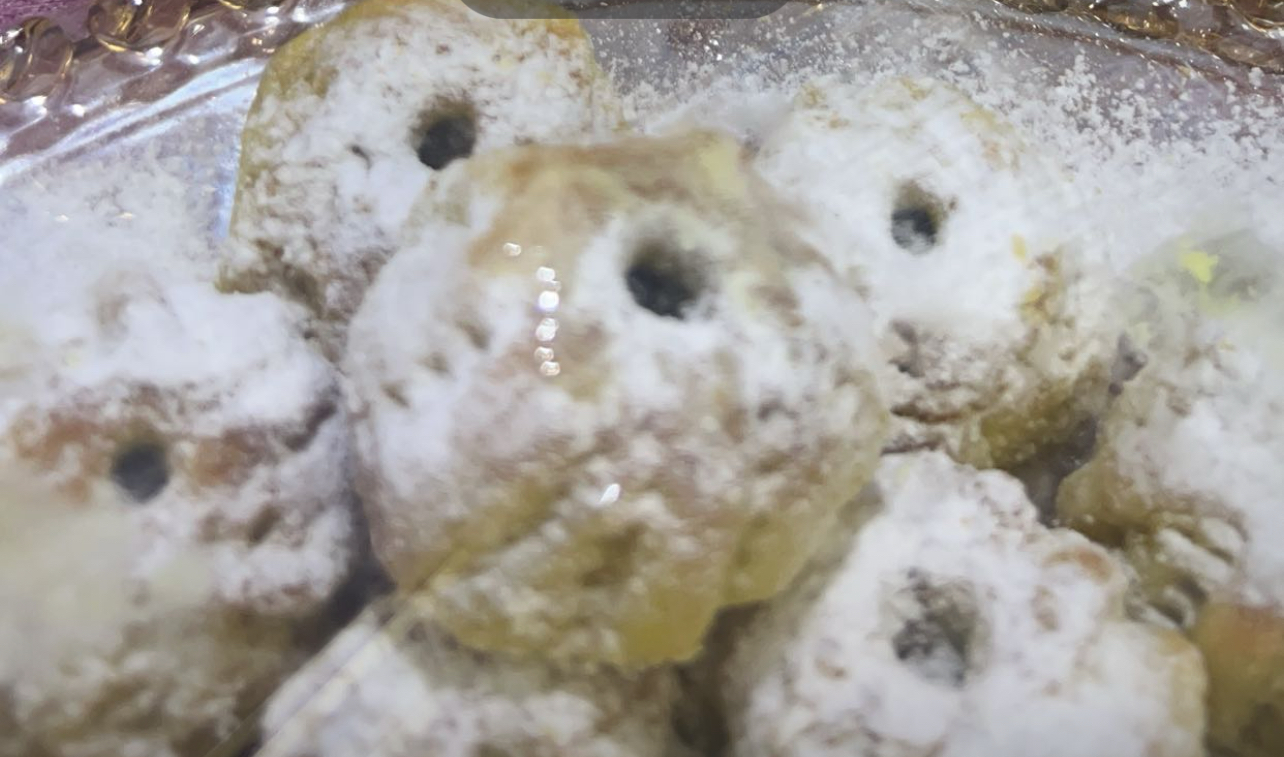
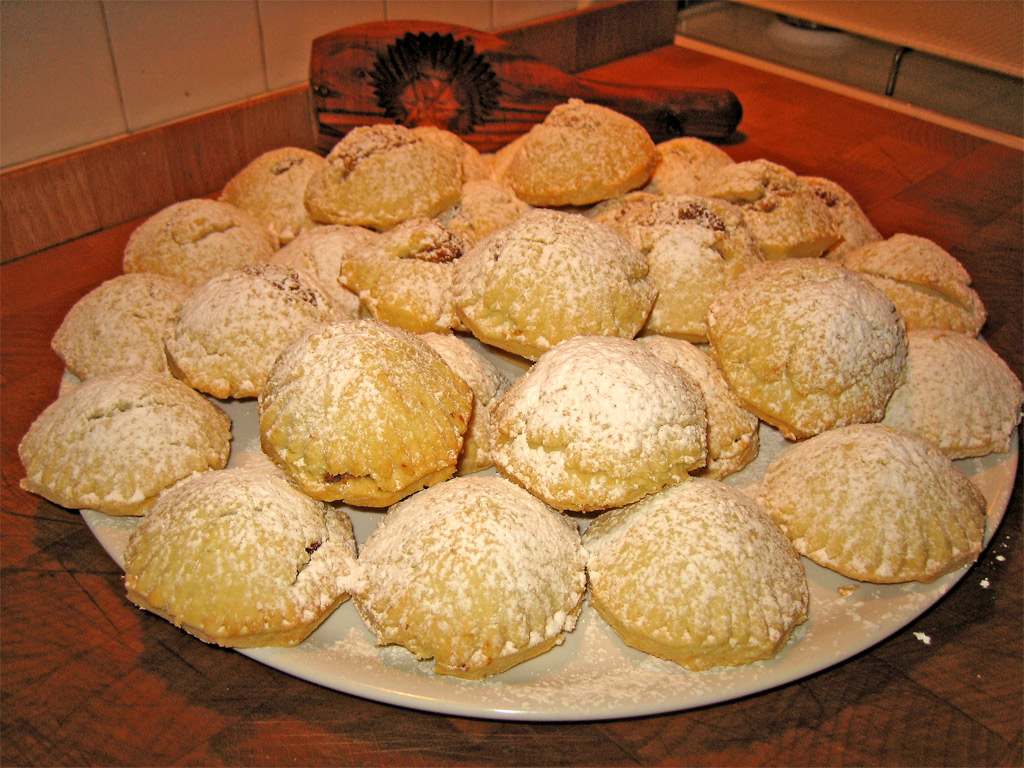
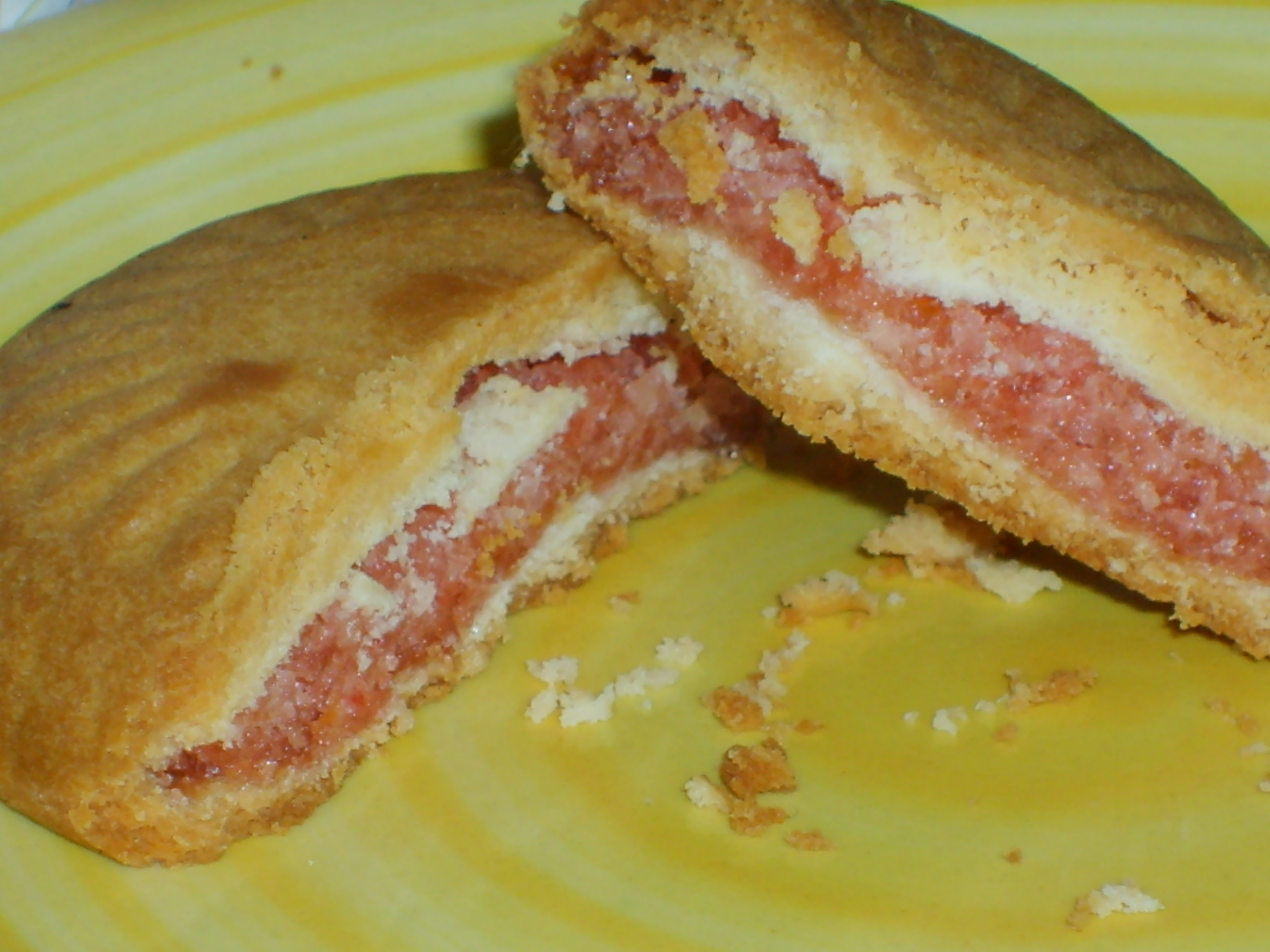
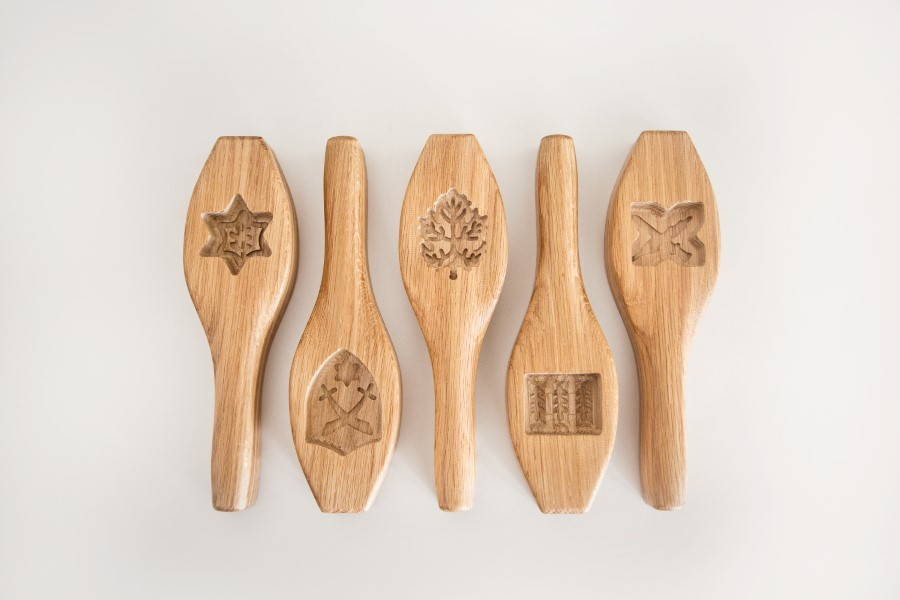
قوالب إعداد المعمول في المنزل
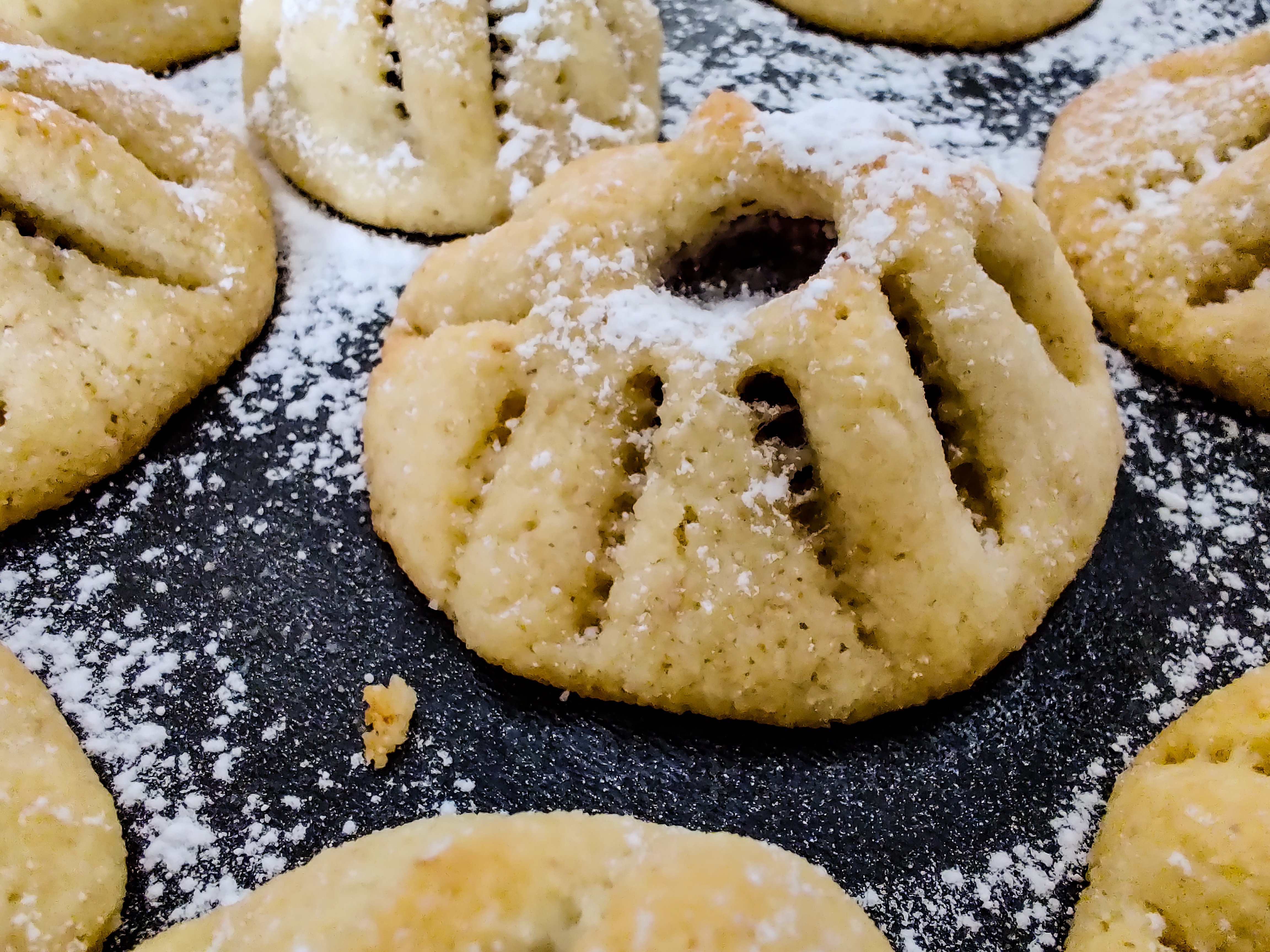
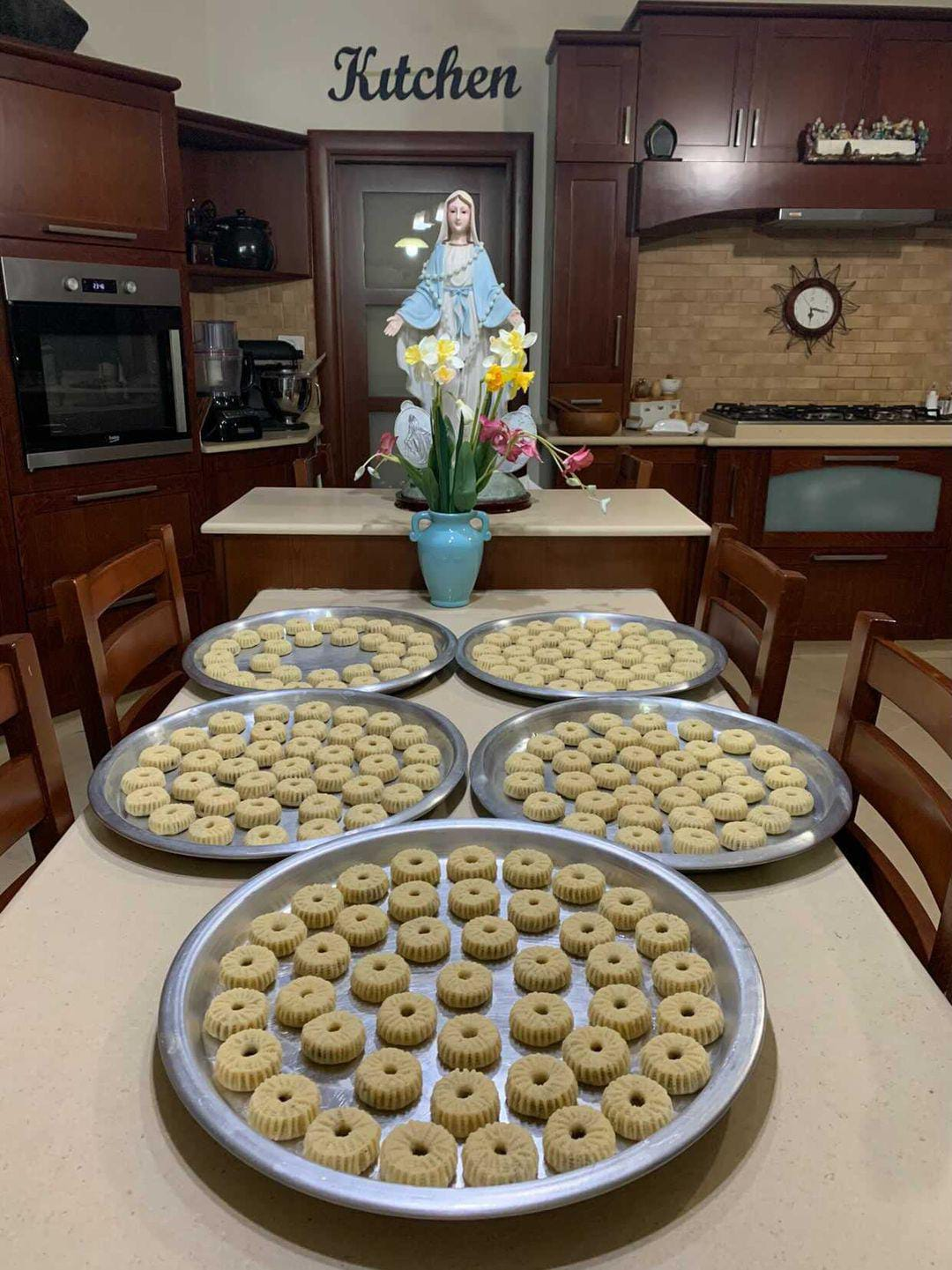
معمول على الطريقة الفلسطينية من بلدة بيرزيت
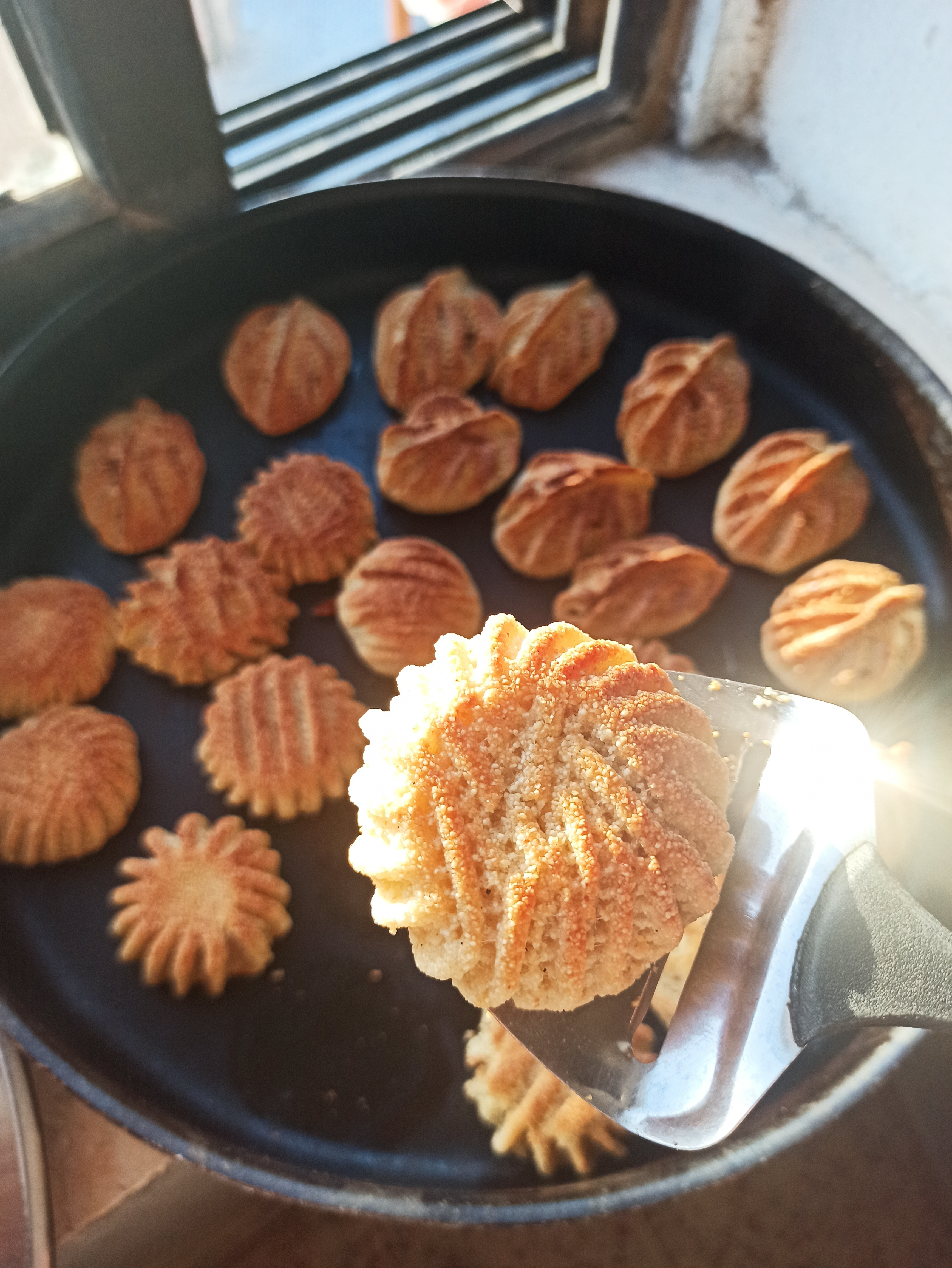
معمول مُعَدّ منزليًّا
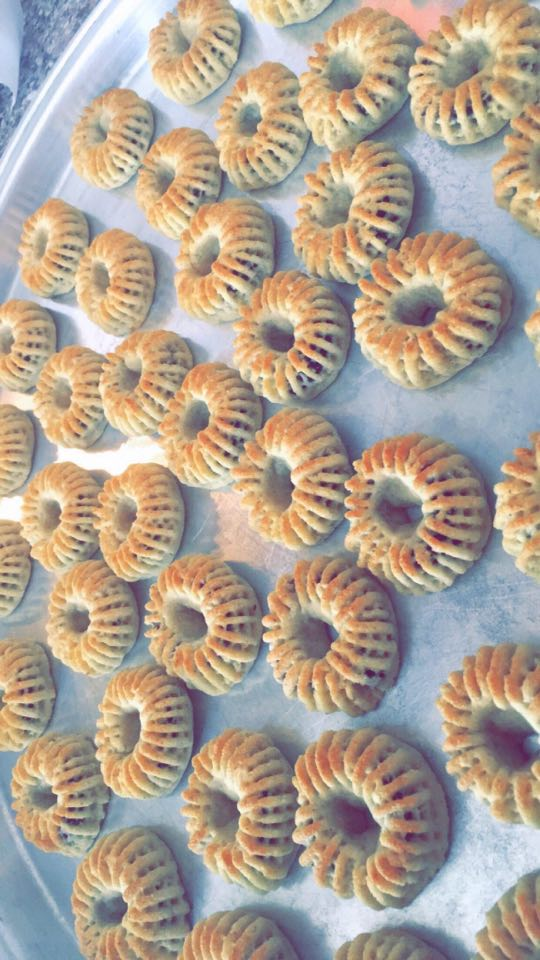
معمول يدوي
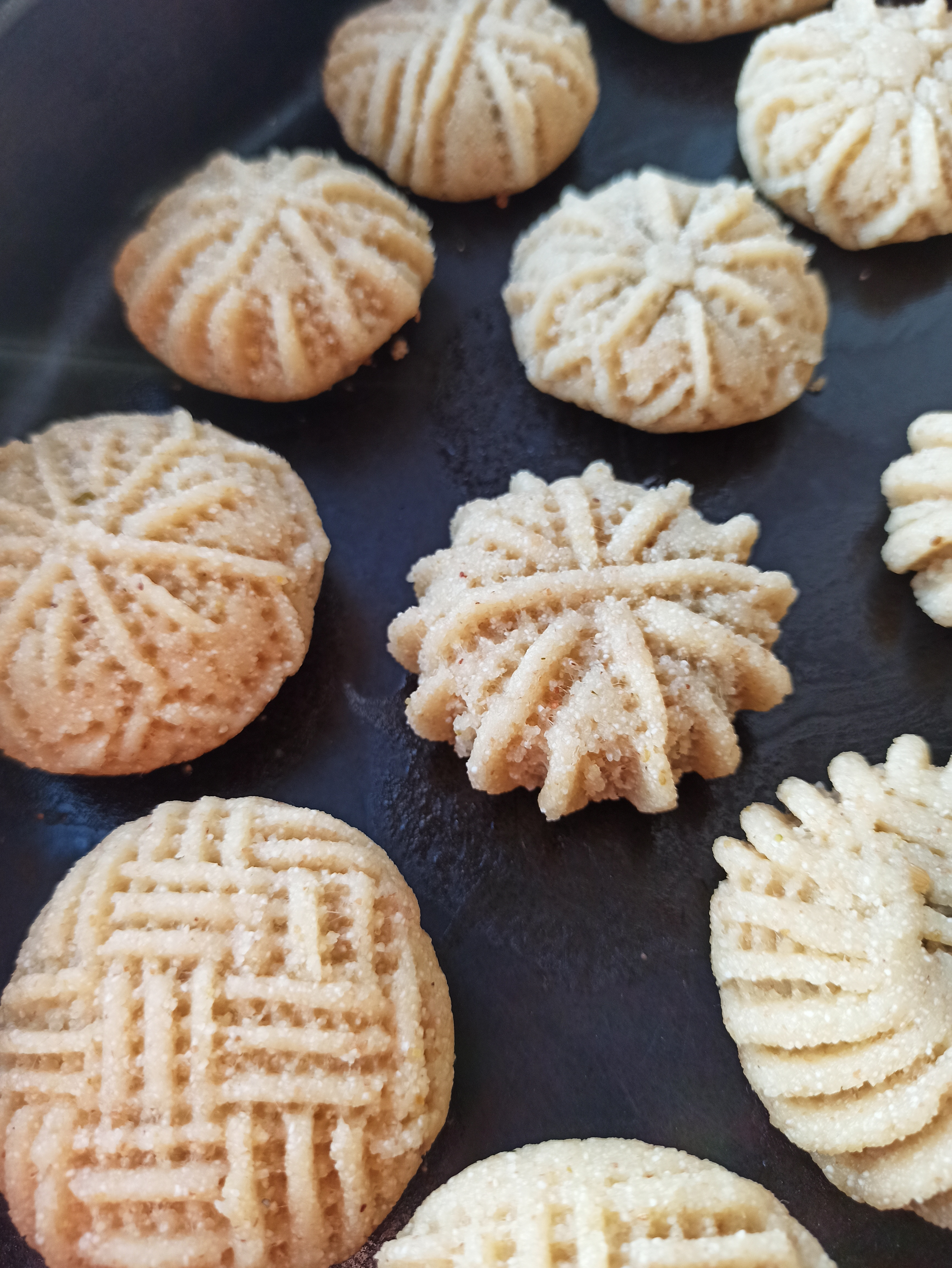
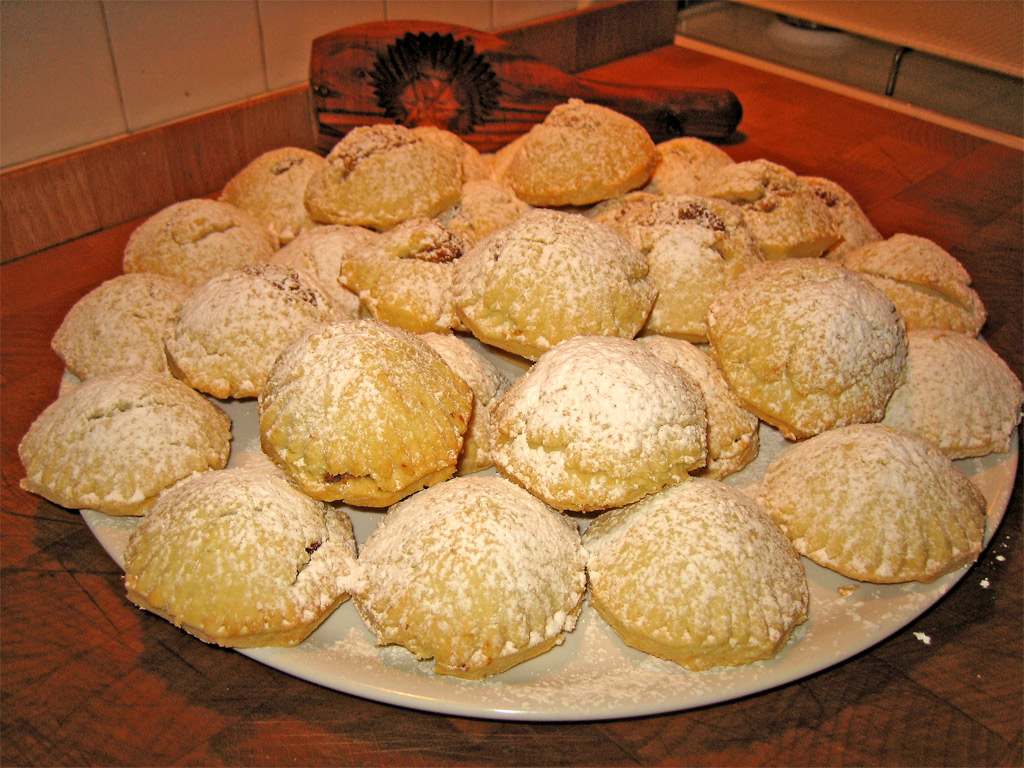